# Liste der Kreise in Pommern (1938–1945)
Liste der Stadt- und Landkreise in der preußischen Provinz Pommern im Zeitraum von 1938 bis 1945 mit Angabe der heutigen Gebietszugehörigkeit:
| Verwaltungsgliederung 1938–1945 | Verwaltungsgliederung 1938–1945 | Heutige Gebietszugehörigkeit                                                         | Heutige Gebietszugehörigkeit                   |
| Kreis                           | Regierungsbezirk                | Powiat/Landkreis                                                                     | Woiwodschaft/Land                              |
| ------------------------------- | ------------------------------- | ------------------------------------------------------------------------------------ | ---------------------------------------------- |
| Kreis Anklam                    | Stettin                         | Landkreis Vorpommern-Greifswald                                                      | Mecklenburg-Vorpommern                         |
| Kreis Arnswalde                 | Grenzmark                       | Powiat Choszczeński                                                                  | Westpommern                                    |
| Kreis Belgard (Persante)        | Köslin                          | Powiate Białogardzki und Świdwiński                                                  | Westpommern                                    |
| Kreis Bütow                     | Köslin                          | Powiat Bytowski                                                                      | Westpommern                                    |
| Kreis Cammin i. Pom.            | Stettin                         | Powiat Kamieński                                                                     | Westpommern                                    |
| Kreis Demmin                    | Stettin                         | Landkreise Mecklenburgische Seenplatte und Vorpommern-Greifswald                     | Mecklenburg-Vorpommern                         |
| Kreis Deutsch Krone             | Grenzmark                       | Powiat Wałecki                                                                       | Westpommern                                    |
| Kreis Dramburg                  | Grenzmark                       | Powiat Drawski                                                                       | Westpommern                                    |
| Kreis Flatow                    | Grenzmark                       | Powiat Złotowski                                                                     | Großpolen                                      |
| Kreis Franzburg-Barth           | Stettin                         | Landkreis Vorpommern-Rügen                                                           | Mecklenburg-Vorpommern                         |
| Kreis Friedeberg                | Grenzmark                       | Powiat Strzelecko-Drezdenecki                                                        | Lebus                                          |
| Kreis Greifenberg i. Pom.       | Köslin                          | Powiat Gryficki                                                                      | Westpommern                                    |
| Kreis Greifenhagen              | Stettin                         | Powiate Gryfiński und Policki Landkreis Vorpommern-Greifswald Landkreis Uckermark    | Westpommern Mecklenburg-Vorpommern Brandenburg |
| Landkreis Greifswald            | Stettin                         | Landkreis Vorpommern-Greifswald                                                      | Mecklenburg-Vorpommern                         |
| Stadtkreis Greifswald           | Stettin                         | Landkreis Vorpommern-Greifswald                                                      | Mecklenburg-Vorpommern                         |
| Kreis Grimmen                   | Stettin                         | Landkreis Vorpommern-Rügen                                                           | Mecklenburg-Vorpommern                         |
| Landkreis Köslin                | Köslin                          | Powiat Koszaliński                                                                   | Westpommern                                    |
| Stadtkreis Köslin               | Köslin                          | kreisfreie Stadt Koszalin                                                            | Westpommern                                    |
| Stadtkreis Kolberg              | Köslin                          | Powiat Kołobrzeski                                                                   | Westpommern                                    |
| Kreis Kolberg-Körlin            | Köslin                          | Powiat Kołobrzeski                                                                   | Westpommern                                    |
| Kreis Lauenburg i. Pom.         | Köslin                          | Powiat Lęborski                                                                      | Pommern                                        |
| Kreis Naugard                   | Stettin                         | Powiat Goleniowski                                                                   | Westpommern                                    |
| Netzekreis                      | Grenzmark                       | Powiat Czarnkowsko-Trzcianecki                                                       | Großpolen                                      |
| Kreis Neustettin                | Grenzmark                       | Powiat Szczecinecki                                                                  | Westpommern                                    |
| Kreis Pyritz                    | Stettin                         | Powiat Pyrzycki                                                                      | Westpommern                                    |
| Kreis Randow                    | Stettin                         | Stadt Stettin und Powiat Policki Landkreis Vorpommern-Greifswald Landkreis Uckermark | Westpommern Mecklenburg-Vorpommern Brandenburg |
| Kreis Regenwalde                | Köslin                          | Powiat Łobeski                                                                       | Westpommern                                    |
| Kreis Rügen                     | Stettin                         | Landkreis Vorpommern-Rügen                                                           | Mecklenburg-Vorpommern                         |
| Kreis Rummelsburg i. Pom.       | Köslin                          | Powiat Bytowski                                                                      | Pommern                                        |
| Kreis Saatzig                   | Stettin                         | Powiat Stargardzki                                                                   | Westpommern                                    |
| Kreis Schlawe i. Pom.           | Köslin                          | Powiat Sławieński                                                                    | Westpommern                                    |
| Kreis Schlochau                 | Grenzmark                       | Powiat Człuchowski                                                                   | Pommern                                        |
| Stadtkreis Schneidemühl         | Grenzmark                       | Powiat Pilski                                                                        | Großpolen                                      |
| Stadtkreis Stargard             | Stettin                         | Powiat Stargardzki                                                                   | Westpommern                                    |
| Stadtkreis Stettin              | Stettin                         | kreisfreie Stadt Stettin                                                             | Westpommern                                    |
| Stadtkreis Stolp                | Köslin                          | kreisfreie Stadt Słupsk                                                              | Pommern                                        |
| Landkreis Stolp                 | Köslin                          | Powiat Słupski                                                                       | Pommern                                        |
| Stadtkreis Stralsund            | Stettin                         | Landkreis Vorpommern-Rügen                                                           | Mecklenburg-Vorpommern                         |
| Kreis Ueckermünde               | Stettin                         | Landkreis Vorpommern-Greifswald Powiat Policki                                       | Mecklenburg-Vorpommern Westpommern             |
| Kreis Usedom-Wollin             | Stettin                         | Stadt Świnoujście und Powiat Kamieński Landkreis Vorpommern-Greifswald               | Westpommern Mecklenburg-Vorpommern             |